# قرمز ديري
قرمز ديري وتسمى أحيانا قلعة قرمز هي مستوطنة مبكرة من العصر الحجري الحديث في الأطراف الشمالية الغربية لتلعفر في محافظة نينوى، العراق. اكتشف هذا الموقع الأثري في الثمانينات خلال عملية التنقيب. تبلغ مساحته حوالي 100 متر (330 قدم) × 60 متر (200 قدم) ويشكل تلة طولها 2 متر (6.6 قدم). كانت المباني مبنية من الطوب اللبن البدائي، وهو ليس مادة معمرة، ومعظمها مدمر، ومع ذلك فقد قام علماء الآثار بالتنقيب عن هيكل من غرفة واحدة الذي كان في حالة جيدة. وزوايا الغرفة مستديرة، مما يدل على العناية التي بنيت فيها. كما عثر على بقايا أعمدة طينية غير هيكلية، مما يشير إلى نماذج بدائية من الأثاث. يقدر التأريخ بالكربون المشع أنها بنيت بين 8500 و7900 قبل الميلاد.